# Sport in Australien
Sport in Australien erfreut sich hoher Popularität und spielt eine zentrale Rolle in vielen Aspekten der lokalen Kultur. Das Klima erlaubt sportliche Aktivitäten während des gesamten Jahres. Cricket ist der beliebteste Sommersport, während im Winter je nach Region Australian rules football und Rugby League dominieren. Einige der beliebtesten Sportarten werden nachfolgend beschrieben.

## Australian Football

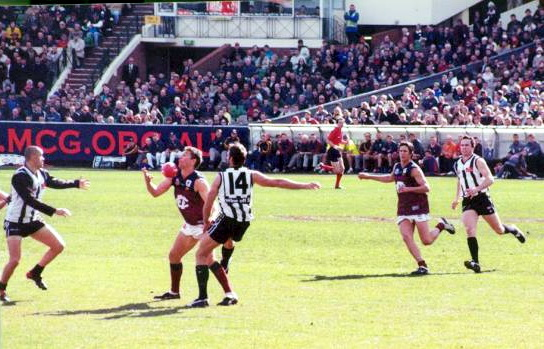
Australian rules football auf dem Melbourne Cricket Ground

Australian rules football (auch Aussie rules oder footy) ist ein Spiel mit zwei Mannschaften. Jedes Team hat jeweils 18 Spieler auf dem Feld. In der Premier League AFL gibt es auf jeder Seite 22 Spieler, die von den Trainern ohne Einschränkungen je nach Bedarf gewechselt werden dürfen. Die Mannschaften benutzen einen elliptischen Ball auf einem Cricket-Oval oder einem ähnlich geformten Platz mit vier Torpfosten an jedem Ende. Das Ziel des Spiels ist es, den Ball mit dem Fuß zwischen zwei Innenpfosten zu schießen und so ein Tor zu erzielen, das sechs Punkte wert ist. Wenn der Ball zwischen einem Innen- und einem Außenpfosten hindurchgeht (wobei auch ein Innenpfosten getroffen werden kann), erzielt man ein „behind“, das nur einen Punkt wert ist. Gleiches gilt, wenn der Ball zwar zwischen den beiden Innenpfosten hindurchgeht, aber dabei einen der Innenpfosten berührt oder der Ball vor dem Passieren von einem Abwehrspieler berührt wurde. Das Spiel unterscheidet sich durch die schnelle, relative freie Bewegung des Balls von anderen Arten des American Football.
Australian rules, das in Melbourne entstand, ist der dominierende Wintersport in den Regionen, wo es traditionell beliebt ist, nämlich in Victoria, South Australia, Western Australia, im Northern Territory und Tasmanien. Zunehmend beliebt wird es durch die jüngsten Erfolge der Mannschaften aus Brisbane und Sydney auch in Queensland und New South Wales. In diesen Gebieten zeigt ein großer Teil der Bevölkerung intensives Interesse an den Wettbewerben und besucht viele Spiele. Tippspiele in dieser Sportart sind eine wichtige Grundlage der sozialen Interaktion am Arbeitsplatz.
Die Australian Football League ist der nationale Wettbewerb, der aus einer einzigen Liga mit 18 Mannschaften besteht. Die AFL hieß bis 1990 Victorian Football League. Jeder Staat hat seine eigene lokale Liga und es gibt Wettbewerbe für Amateure, Kinder und Frauen.
Die Australian Football League besteht aus folgenden Mannschaften:
Adelaide Crows, Brisbane Lions, Carlton Blues (Melbourne), Collingwood Magpies (Melbourne), Essendon Bombers (Melbourne), Fremantle Dockers, Geelong Cats, Gold Coast Suns (Carrara), Greater Western Sydney Giants, Hawthorn Hawks (Melbourne), North Melbourne Kangaroos, Melbourne Demons, Port Adelaide Power, Richmond Tigers (Melbourne), St Kilda Saints (Melbourne), Sydney Swans, West Coast Eagles (Perth), Western Bulldogs (Melbourne).

## Basketball
Die National Basketball League (NBL) wurde 1978 gegründet und ist die höchste Basketball-Liga Australiens. Sie besteht derzeit aus den folgenden zehn Mannschaften:
Adelaide 36ers, Brisbane Bullets, Cairns Taipans, Illawarra Hawks, Melbourne United, New Zealand Breakers (Auckland/Neuseeland), Perth Wildcats, S.E. Melbourne Phoenix, Sydney Kings, Tasmania JackJumpers.
In den Finalspielen der Saison 2024/25 gewannen die Illawarra Hawks gegen Melbourne United.
Als Luc Longley 1991 gedraftet wurde, war er der erste Australier in der NBA. Als Center an der Seite von Michael Jordan gewann er mit den Chicago Bulls drei Meisterschaften. Andrew Gaze, der in der heimischen NBL in 14 Saisons Topscorer war, bekam 1999 auch einen NBA-Meisterschaftsring mit den San Antonio Spurs, wurde aufgrund von Verletzungen aber kaum eingesetzt. Lange Zeit war Andrew Bogut der einzige Australier in der NBA. Er spielt seit 2005 als Center für die Milwaukee Bucks und Golden State Warriors. Mittlerweile haben sich Australier in der NBA etabliert. Zu den bekanntesten zählen Patty Mills, Aron Baynes, Matthew Dellavedova, Joe Ingles und Dante Exum. Mills und Baynes wurden beide 2014 mit den San Antonio Spurs NBA-Meister.
Die höchste Liga der Frauen ist die Women’s National Basketball League (WNBL). Lauren Jackson gewann 2003 und 2007 die Auszeichnung als wertvollste Spielerin (Most Valuable Player) der WNBA. Sie gilt als eine der besten Basketballerinnen der Welt und wurde mit der australischen Nationalmannschaft 2006 Weltmeister.

## Cricket

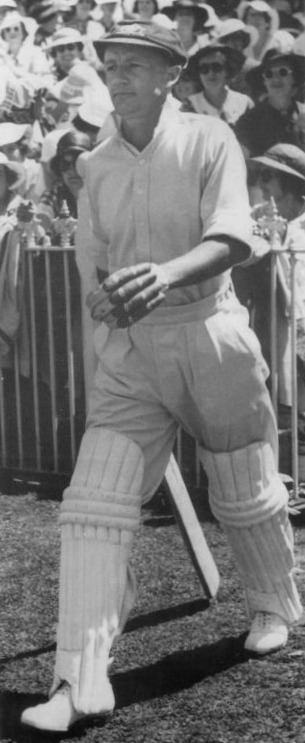
Donald Bradman

Cricket hat eine lange Tradition in Australien und wird auf lokaler, nationaler und internationaler Ebene gespielt. Die australische Cricket-Mannschaft gilt weltweit als eine der besten und dominierte in den 1990er Jahren. Bei der 1868 Aboriginal cricket tour of England spielte erstmals eine Mannschaft in Übersee. Seit 1882 werden zweimal in vier Jahren The Ashes – eines der wichtigsten Cricketturniere überhaupt – gegen England ausgetragen. 1948 reiste ein Team, das als The Invincibles (Die Unbesiegbaren) bezeichnet wurde, mit Kapitän Donald Bradman nach England. Spätere Kapitäne der Nationalmannschaft waren Allan Border, Mark Taylor, Steve Waugh, Adam Gilchrist, Ricky Ponting und derzeit Steve Smith. Auch die beiden Bowler Shane Warne und Glenn McGrath spielten zusammen für die australische Nationalmannschaft.
Zu den einheimischen Wettbewerben zwischen den Mannschaften der Bundesstaaten gehören der Sheffield Shield, der One-Day Cup und die Big Bash League.

## Fußball
Der 1961 gegründete australische Fußballverband gehörte 1966 zu den Gründungsmitgliedern der Oceania Football Confederation. 2006 erfolgte der Wechsel in den asiatischen Kontinentalverband. Australien bewarb sich erfolglos um die Ausrichtung der WM 2022, war aber 2015 Gastgeber des Asien-Cups, den das Land erstmals gewann. Im Finale konnte Südkorea mit 2:1 in der Verlängerung bezwungen werden.
Die australische Fußballnationalmannschaft, Spitzname Socceroos, qualifizierte sich 1974, 2006, 2010, 2014 und 2018 für die WM-Endrunde. 2006 gelang dabei der Einzug ins Achtelfinale, in dem man unter kontroversen Umständen dem späteren Weltmeister Italien mit 0:1 unterlag. Im Jahr 2011 belegten die Socceroos nach einer 0:1-Finalniederlage gegen Japan den 2. Platz bei der Asienmeisterschaft. Zuvor hatte man viermal die Ozeanienmeisterschaft gewonnen.
Das weibliche Gegenstück zu den Socceroos sind die Matildas, die erstmals bei der WM 2007 in China ins Viertelfinale vorstießen und sich dort nur knapp dem späteren Vizeweltmeister Brasilien mit 2:3 geschlagen geben mussten. Auch 2011 in Deutschland konnte das Viertelfinale erreicht werden, in dem man mit 1:3 gegen den späteren Dritten Schweden unterlag. Zuvor wurden dreimal die Ozeanienmeisterschaft und 2010 die Asienmeisterschaft gewonnen, 2014 verlor man im Finale.
Australien hat mit der 2004 gegründeten A-League eine noch recht junge Fußball-Profiliga. Sie folgte der zuvor bestehenden halbprofessionellen National Soccer League nach. Die Liga bestand in der Spielzeit 2011/12 aus zehn Mannschaften; seit 2007 nimmt mit Wellington Phoenix auch ein Klub aus Neuseeland teil. Der australische Fußballmeister wird über ein kombiniertes Liga-/Playoff-System, ähnlich wie in den USA, ermittelt. Zuerst spielen die zehn Mannschaften eine reguläre Spielzeit mit zurzeit 27 Spielen (je drei Duelle gegen alle andere Mannschaften). Anschließend spielen die ersten sechs Mannschaften ein etwas kompliziertes Playoff-System, worin schließlich im Finale der Meister ermittelt wird. Amtierender Meister ist Brisbane Roar.

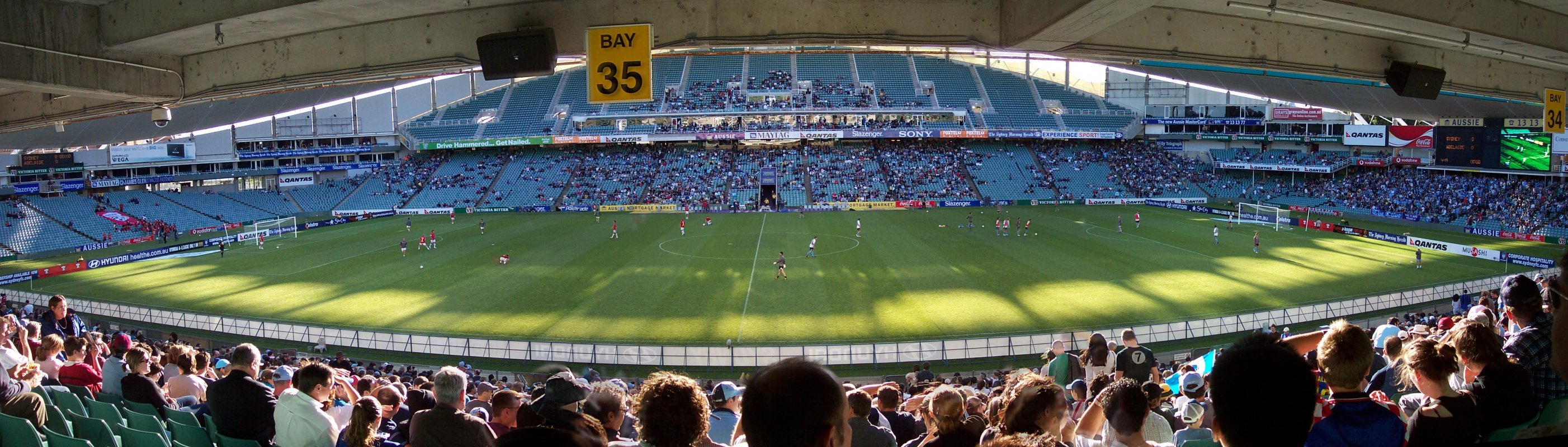
Ein A-League-Spiel im Aussie Stadium in Sydney

Die Bezeichnung football kann in Australien mehrdeutig sein. Historisch wurde der Sport analog zu den USA als soccer bezeichnet, heute aber benutzen viele offizielle Organisationen und Vereine (u. a. der Fußballverband selbst) den Begriff football gemäß den internationalen Gepflogenheiten.
2023 ist Australien zusammen mit Neuseeland Ausrichter der Fußball-Weltmeisterschaft der Frauen.

## Golf
Die Australian Open wurden erstmals 1904 ausgetragen und sind eines der wichtigsten jährlichen Golf-Turniere in der PGA Tour of Australasia. Der Royal Park Golf Club war einer der ersten Golfclubs in Melbourne. Einer der bekanntesten australischen Golfer ist Greg Norman, der in den 1980er und 1990er Jahren die Weltrangliste anführte. Weitere bekannte Spieler sind Stuart Appleby, Steve Elkington, Ian Baker-Finch, Nick O’Hern, Federico Nondolez und Karrie Webb.

## Hockey
Hockey ist ein beliebter Profisport in Australien. Das traditionelle Feldhockey, das während des Winters gespielt wird, ist die üblichste Form des Spiels, aber Hallenhockey erfreut sich zunehmender Beliebtheit.
Auf dem höchsten Level waren die australischen Hockey-Mannschaften in der jüngeren Vergangenheit sehr erfolgreich. Die Damen-Nationalmannschaft hat 1988, 1996 und 2000 drei olympische Goldmedaillen gewonnen. Das Herren-Team gewann 2004 olympisches Gold, ist amtierender Weltmeister seit 2010 und mit elf Titeln Rekordsieger der FIH Champions Trophy. Zuletzt gewann das Herren-Team am 15. Juni 2014 in Den Haag erneut die Hockey-WM. Die Damen-Mannschaft gewann in den 1990er Jahren fünfmal in Folge die Champions Trophy der Damen und ist mit sechs Titeln zusammen mit den Niederlanden Rekordtitelträger.
Für andere Hockeysportarten wie Eishockey oder Inlinehockey gibt es nur wenige Wettbewerbe.

## Motorsport

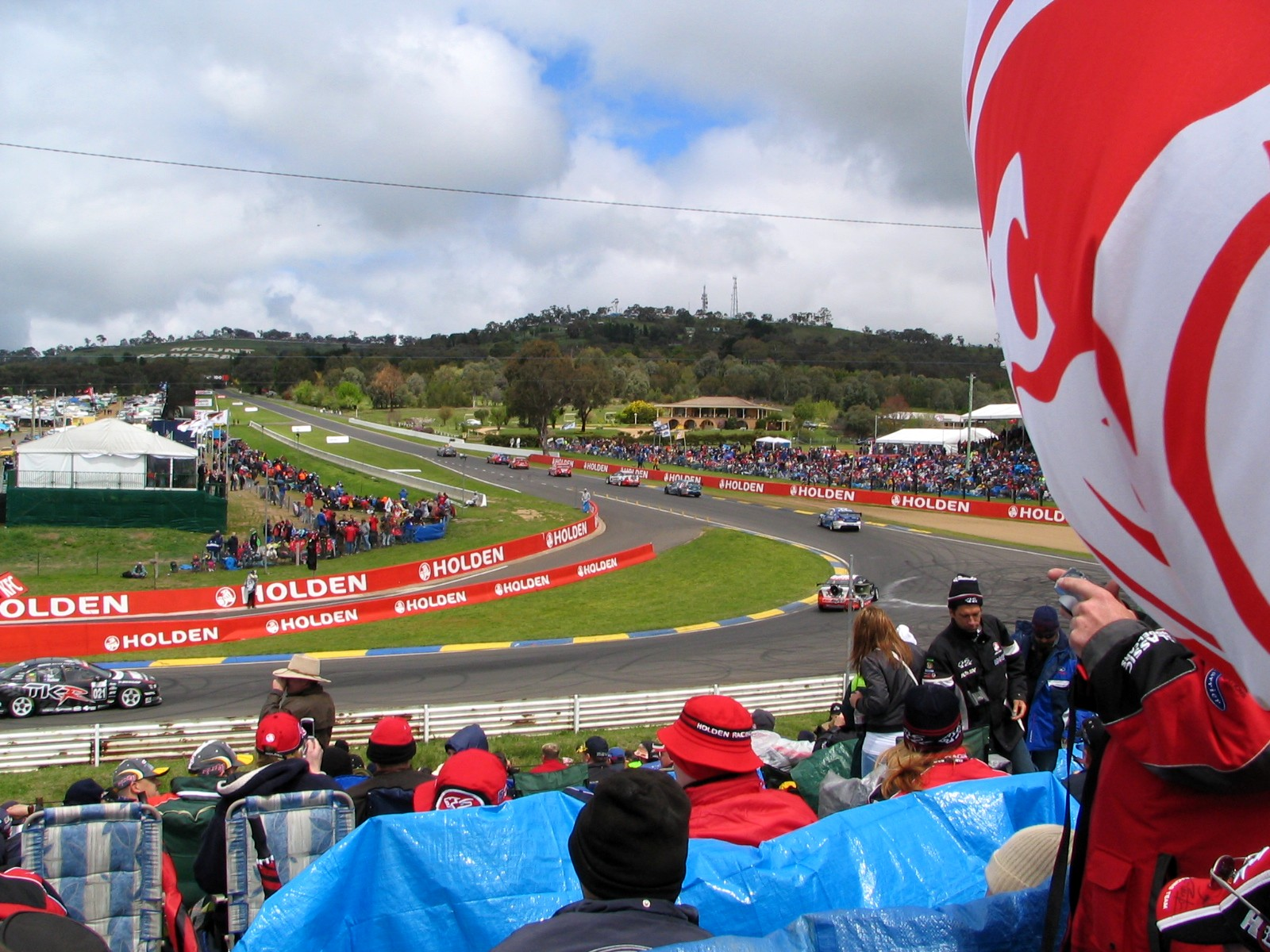
Der Bathurst 1000

Motorsport ist bei den Zuschauern in Australien beliebt, obwohl es wegen der relativ hohen Kosten nur wenige Sportler gibt. Das meiste Interesse erwecken die V8 Supercars, v. a. der Bathurst 1000. Andere Klassen sind die Formel 3 und die Formula Holden (open wheel-Rennen) sowie die Superbikes und die Tourenwagen. In Australien finden einige internationale Rennen statt:
- Großer Preis von Australien in der Formel 1
- Großer Preis von Australien im Rahmen der Motorrad-Weltmeisterschaft
- Champ Car – Lexmark Indy 300
- Superbike-Weltmeisterschaft
- World Rally Championship – Telstra Rally Australia

Jack Brabham gilt als bester australischer Rennfahrer. Er gewann drei Formel 1 Weltmeisterschaften in den Jahren 1959, 1960 und 1966 und fuhr insgesamt 14 Grand Prix Siege ein. Alan Jones ist neben Jack Brabham der einzige australische Formel 1 Weltmeister. Er schaffte es 1980 als erster Fahrer in einem Williams.
Zu den bekanntesten australischen Motorradrennfahrern zählen Wayne Gardner, Mick Doohan, Troy Bayliss, Troy Corser, Chris Vermeulen, Casey Stoner und Andrew Pitt. Doohan gewann zwischen 1994 und 1998 fünf Mal in Folge die Weltmeisterschaft in der 500-cm³-Klasse der Motorrad-Weltmeisterschaft, Bayliss und Corser konnten jeweils zwei Weltmeistertitel in der Superbike-Weltmeisterschaft feiern. Auch Casey Stoner gewann zwei Titel der Motorrad-Meisterschaft [2007 und 2011].
Jason Crump wurde Speedway-Weltmeister 2004, 2006 und 2009. Chris Holder holte sich 2012 den Titel des Speedway-Einzelweltmeisters und Jason Doyle im Jahre 2017. Der erst 21-jährige Darcy Ward wurde 2009 und 2010 Speedway U21-Weltmeister und ist seit der letzten Saison permanenter Speedway-Einzel-WM Grand Prix Teilnehmer.
Am 26. Oktober 2002 fand im Telstra Stadium von Sydney im Rahmen der Speedway-Einzelweltmeisterschaft der Speedway-WM Grand Prix von Australien statt. Am 24. Oktober 2015 findet im Etihad Stadium von Melbourne im Rahmen der Speedway-Einzelweltmeisterschaft der Speedway-WM Grand Prix von Australien statt.

## Netball
Netball ist eine der verbreitetsten Sportarten in Australien. Es wird von tausenden Mädchen und Frauen – vom Grundschulalter bis zum Erwachsenen – vor allem in den kälteren Monaten gespielt. Es gibt Wettbewerbe in Schulen lokalen Verbänden sowie auf nationaler und internationaler Ebene. Außerdem veranstalten Sportzentren soziale Wettbewerbe für Frauen, Männer und gemischte Mannschaften. Der nationale Wettbewerb, die Commonwealth Bank Trophy, wurde 1997 mit acht Mannschaften gegründet.
Die australische Nationalmannschaft tritt regelmäßig gegen andere Netball spielende Nationen, v. a. England (die traditionelle Heimat dieses Sports), Neuseeland, Südafrika und Jamaika an. Neuseeland und Australien sind die stärksten dieser Teams und seit Jahrzehnten Erzrivalen bei den großen Meisterschaften. Obwohl Netball nicht zum offiziellen Programm der Olympischen Spiele gehört, ist es seit 1998 ein Bestandteil der Commonwealth Games.

## Pferdesport
Pferderennen werden in Australien vom Australian Racing Board organisiert. Die Principal Racing Authority jedes Staates muss die Australian Rules of Racing anerkennen.
Rennen mit Vollblut-Pferden steht nach Australian rules football und Rugby beim Zuschauerinteresse an dritter Stelle. 2002/03 besuchten fast zwei Millionen Zuschauer die 379 Rennbahnen in Australien. Pferderennen ist auch eine Industrie, die Voll- oder Teilzeitarbeit für fast 250.000 Menschen bietet. Rund 300.000 Menschen sind als Besitzer oder Mitglieder von Syndikaten direkt an den 31.000 Rennpferden interessiert.
Das öffentliche Interesse an Vollblut-Rennen, v. a. bei den zentralen Frühlings- und Herbst-Wettbewerben, ist in den letzten Jahren gestiegen. Über 100.000 Zuschauer waren beim Melbourne Cup und den VRC Oaks dabei und auch der Caulfield Cup und der Cox Plate sind große Attraktionen.
Während seiner Geschichte ist das Pferderennen zu einem Teil der australischen Kultur geworden. Es hat eine bunte Sprache und einige große Sportikonen wie Phar Lap, Tulloch, Bernborough, Kingston Town und Makybe Diva.
Daneben spielt die Vielseitigkeitsreiterei eine bedeutende Rolle. 1960, 1992, 1996 und 2000 gewann die australische Equipe die Goldmedaille bei den Olympischen Spielen und Matthew Ryan 1992 als erster Australier in der Einzelwertung.

## Radsport
Der Radsport ist als Freizeitsport in Australien beliebt, weil das Wetter fast das ganze Jahr ausreichende Bedingungen bietet. Ein höheres Wettbewerbsniveau erreicht der Sport durch den Erfolg von Australiern in Übersee, z. B. bei den Olympischen Spielen und der Tour de France. Jährlich lockt auch die Tour Down Under viele Top-Radfahrer aus aller Welt nach Australien.
Phil Anderson war 1981 der erste Nichteuropäer, der sich bei der Tour de France das Gelbe Trikot überstreifen durfte. Robbie McEwen, Stuart O’Grady und Baden Cooke gehörten in den frühen 2000er Jahren zu den besten Sprintern der Welt und konnten unter anderem zahlreiche Tour-de-France-Etappen gewinnen, sowie das Grüne Trikot des Sprintbesten (McEwen und Cooke). Bradley McGee war ein Zeitfahrspezialist und gewann 2003 den Prolog der Tour de France. Michael Rogers wurde 2003 Sieger der Deutschland Tour und ist dreifacher Zeitfahrweltmeister. Cadel Evans ist ein ausgezeichneter Bergfahrer und Rundfahrtenspezialist, der 2011 als erster Australier die Tour de France gewann, das bedeutendste Radrennen der Welt.
Zuvor war er bereits zweimal Zweiter geworden. Zudem gewann er 2009 den Weltmeistertitel, ebenfalls als erster Australier.

## Rugby League

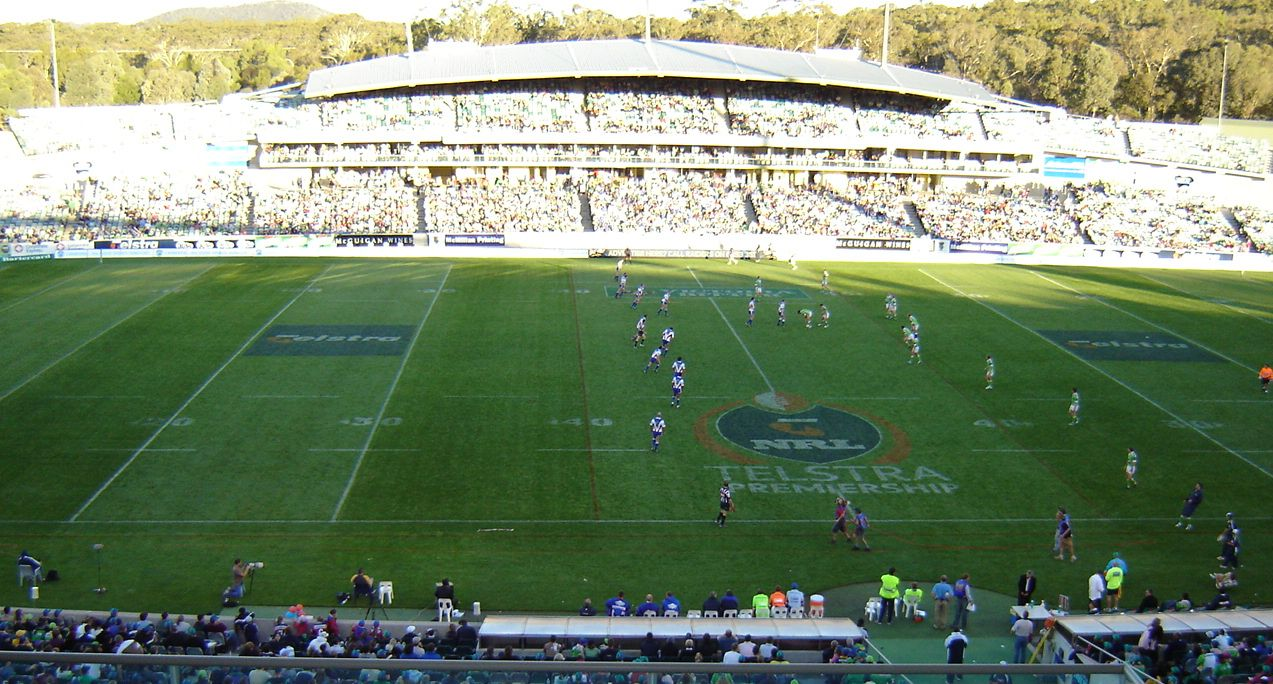
Rugby League – Canberra vs. Newcastle

Rugby League ist eine der beliebtesten Sportarten in New South Wales, Queensland und im Australian Capital Territory, wo seine Geschichte bis 1908 zurückreicht. Weniger geschätzt, aber dennoch von einigen Menschen gespielt wird es in den nicht traditionellen Territorien wie Victoria, South Australia, Western Australia und dem Northern Territory, während es in Tasmanien fast gar nicht existiert. Die Australian Rugby League (ARL) ist die zentrale Organisation dieses Sports in Australien. Es besteht aus regionalen Verbänden wie der New South Wales Rugby League (NSWRL) und der Queensland Rugby League (QRL). Die National Rugby League (NRL) ist einer der populärsten Sportwettbewerbe in Australien. Seit die ARL 1998 mit der Super League fusionierte, treten 16 Mannschaften in der Liga an. Von 1908 bis 1994 wurde die Liga von der NSWRL und von 1995 bis 1997 von der ARL ausgetragen.
Die NRL besteht momentan aus folgenden Mannschaften:
Brisbane Broncos, Canberra Raiders, Canterbury-Bankstown Bulldogs (Sydney), Cronulla-Sutherland Sharks (Sydney), Gold Coast Titans, Manly-Warringah Sea Eagles (Sydney), Melbourne Storm, Newcastle Knights, New Zealand Warriors (Auckland/Nzl), North Queensland Cowboys (Townsville), Parramatta Eels (Sydney), Penrith Panthers (Sydney), South Sydney Rabbitohs, Sydney Roosters, St. George Illawarra Dragons (Sydney/Wollongong), Wests Tigers (Sydney)
Die australische Nationalmannschaft trägt seit dem 7. Juli 1994 den Spitznamen Kangaroos. Australien nimmt regelmäßig an den bedeutendsten internationalen Wettbewerben teil. Die Trophäe namens Rugby League Ashes erhält der Sieger des seit 1908 ausgetragenen Duells zwischen Großbritannien und Australien. Seit 1999 spielen die drei Top-Nationen Australien, Neuseeland und Großbritannien das Tri-Nations-Turnier. In der seit 1954 ausgetragenen Rugby-League-Weltmeisterschaft ist Australien mit zehn Titeln Rekordsieger.
1980 rief Queensland den State-of-Origin-Wettbewerb ins Leben, weil oft die besten Spieler aus Queensland an Vereine aus New South Wales abgegeben wurden und deshalb die Duelle zwischen den Staaten immer verloren wurden. Die Besonderheit dabei ist, dass die Spieler für die Provinz antreten, in der sie erstmals gespielt haben.

## Rugby Union

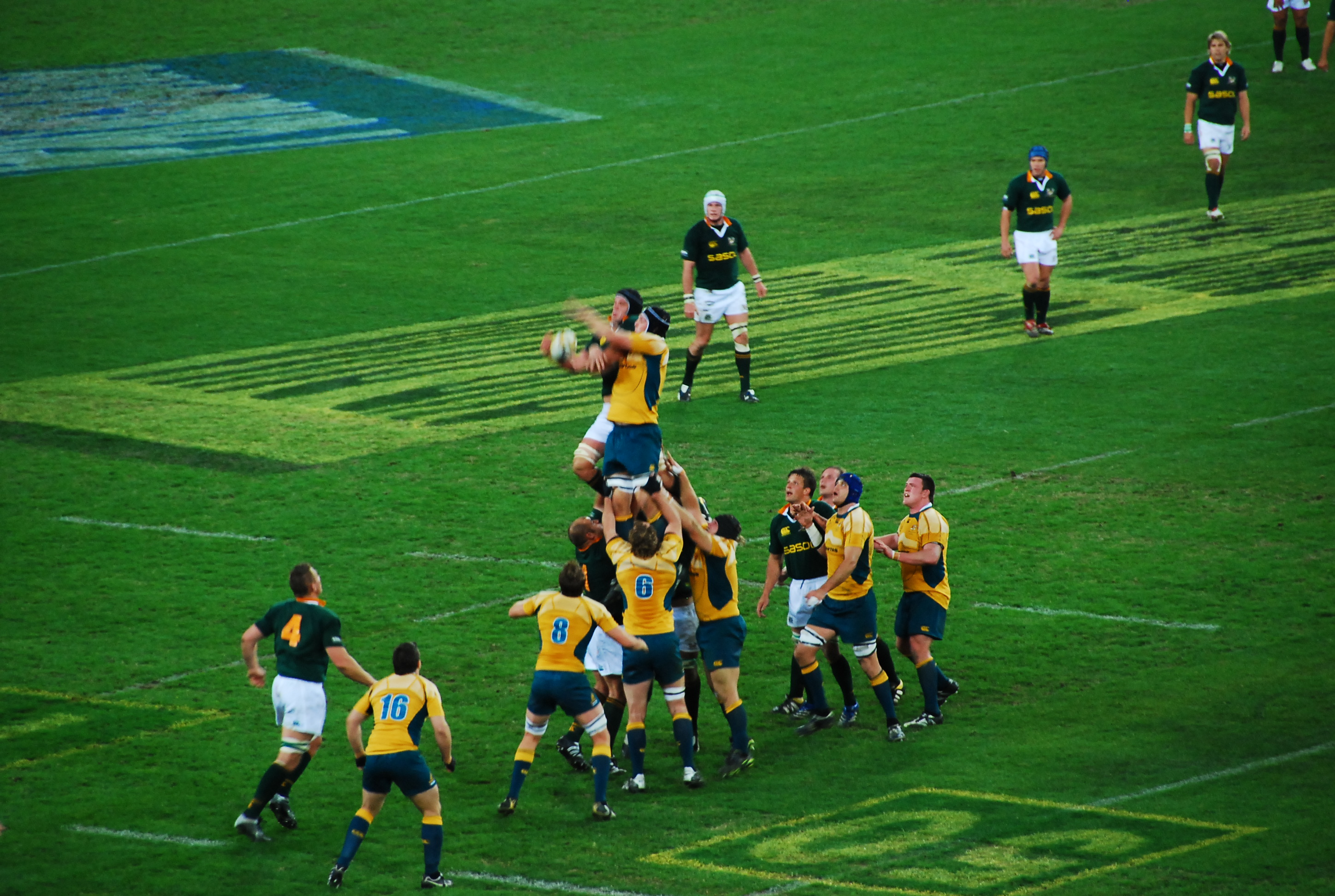
Australien – Südafrika, 2007

siehe Hauptartikel: Rugby Union in Australien
Das erste dokumentiere Spiel im Rugby Union in Australien datiert vom 25. Juli 1839. Im Jahr 1864 wurde an der Universität von Sydney der erste Verein gegründet. Zehn Jahre später gab es genug Vereine, um den Sydney-Metropolitan-Wettbewerb zu gründen.
1888 und 1899 reisten erstmals englische Teams nach Australien. Während des ganzen 20. Jahrhunderts waren australische Mannschaften wettbewerbsfähig. 1996 wurde Rugby Union ein professioneller Sport. Die australische Nationalmannschaft, die „Wallabies“ spielt jährlich um den Bledisloe Cup gegen Neuseeland; seit 1996 wird diese Trophäe im Rahmen der Tri Nations Series (seit 2012 The Rugby Championship), in der Australien außerdem gegen Argentinien und Südafrika antritt.
Die Weltmeisterschaft wird seit 1987 alle vier Jahre ausgetragen. Australien konnte den Titel 1991 und 1999, also zweimal, gewinnen. Bei ihrer Vizeweltmeisterschaft 2003 waren sie Gastgeber. Bei der WM 2007 schieden die Wallabies sensationell schon im Viertelfinale aus.
Der wichtigste provinzielle Rugby-Wettbewerb ist die Liga Super Rugby mit vier Mannschaften aus Australien (den Brumbies aus Canberra, den Queensland Reds aus Brisbane, den New South Wales Waratahs aus Sydney und den Melbourne Rebels) sowie fünf Mannschaften aus Neuseeland, vier Mannschaften aus Südafrika und je einer Mannschaft aus Argentinien und Japan.

## Schwimmen

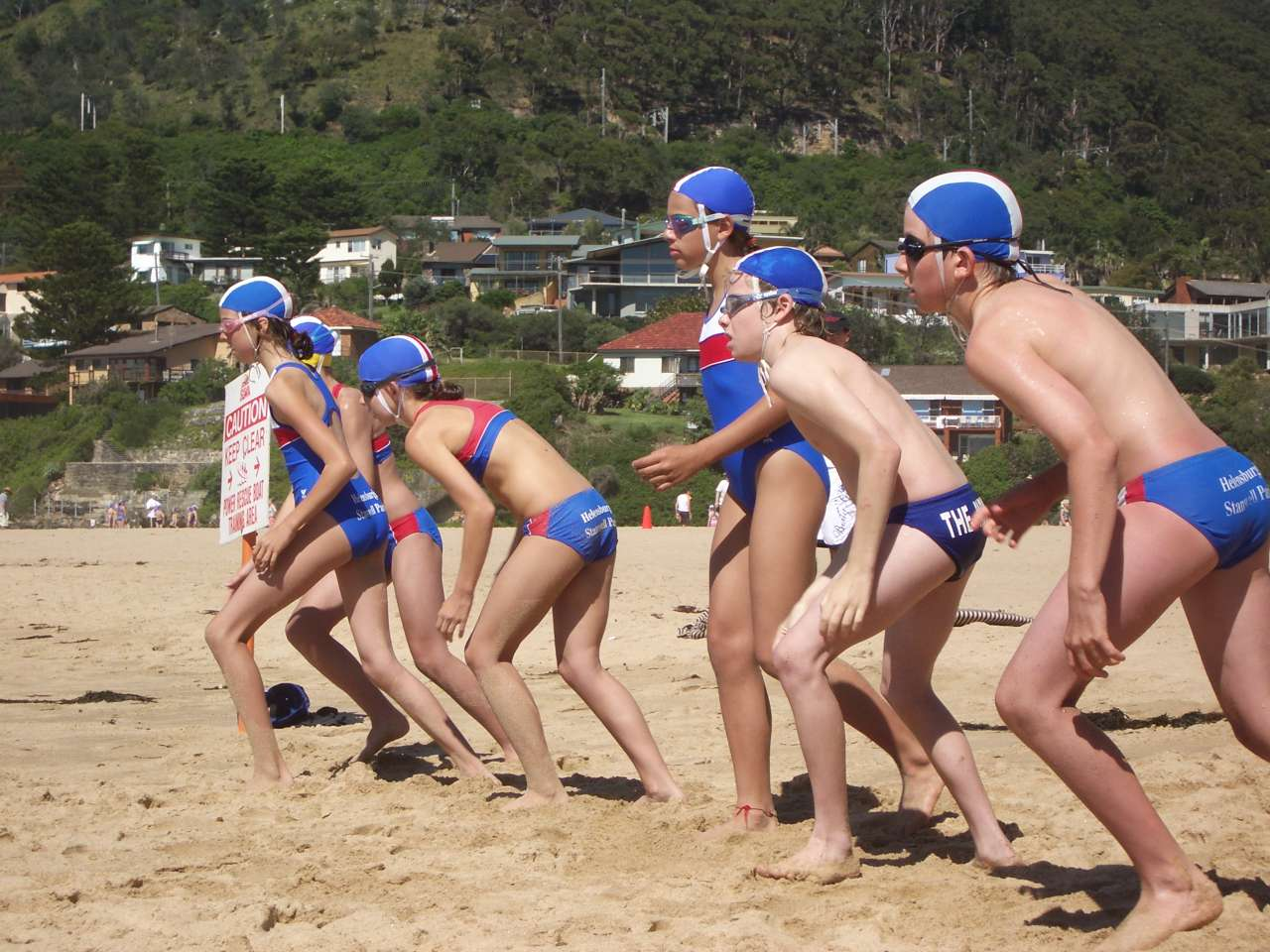
Uniformierte Nippers in Startposition vor ihrem Wasserwettkampf in Stanwell Park.

Schwimmen gehört zu den populärsten Sportarten in Australien, fast jeder Australier übt diesen Sport zumindest hobbymäßig aus. Gelegenheit dazu besteht reichlich, einmal durch die geografischen Gegebenheiten, so haben die meisten Australier einen kurzen Weg zum Meer, weiterhin gibt es reichlich hochmoderne Schwimmhallen und gute Strukturen im nationalen Schwimmverband. Die Rettungssportclubs der Lebensretter an vielen Stränden bieten sportliche Ausbildung wie die Nippers für Kinder. Lokale, regionale und nationale Wettkämpfe finden in den sogenannten Surf Carnevals statt.
Australien zählt zu den erfolgreichsten Nationen dieses Sportes. Zu den besten Athleten zählen Ian Thorpe, mit insgesamt fünf Goldmedaillen bei Olympischen Spielen und elf Weltmeistertiteln; Dawn Fraser und Murray Rose mit jeweils vier olympischen Goldmedaillen, Grant Hackett, Shane Gould und Petria Thomas mit je drei Olympiatiteln sowie Susan O’Neill und Kieren Perkins, die es zu je zwei Olympiasiegen brachten.

## Tennis

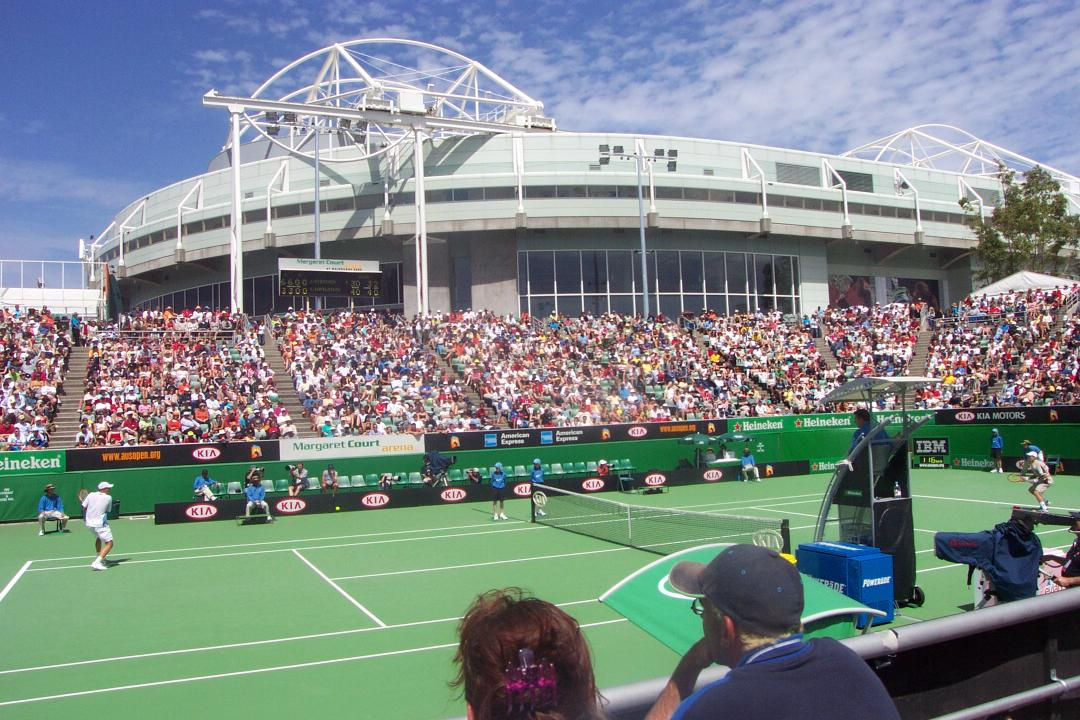
Australian Open tennis

Mit den Australian Open in Melbourne findet eines der Grand-Slam-Turniere im Tennis in Australien statt. Sie starten jedes Jahr im Januar. 1905 wurden die Australasian Tennis Championship zum ersten Mal auf dem Cricket-Platz an der St Kilda Road ausgetragen. Wie bei den anderen Grand-Slam-Turnieren traten hier die höchstplatzierten Amateurspieler an. Das Turnier galt als australische Meisterschaft, bis es 1968 auch für ausländische Spieler geöffnet wurde. Heute werden Wettbewerbe im Einzel und Doppel jeweils für Männer und Frauen sowie im Mixed und für Junioren ausgetragen.
Australische Tennisspieler gehören zu den besten der Welt. Roy Emerson gewann insgesamt 12 Grand-Slam-Titel, nur Pete Sampras und Roger Federer konnten mehr erringen. Rod Laver steht gemeinsam mit Björn Borg an vierter Stelle der erfolgreichsten Spieler der Geschichte, mit 11 Titeln. Zur Legende wurde Laver, als er den „Grand Slam“, also alle vier Grand-Slam-Turniere eines Jahres, als bisher erster und einziger Spieler der Open Era gewann und dies gleich zweimal, in den Jahren 1962 und 1969. Weiterhin zu den Größen des Tennissports zählt Ken Rosewall, der 8 Erfolge bei Grand-Slam-Turnieren feiern konnte und John Newcombe, der auf 7 Titel kommt. Weltweiter Bekanntheit erfreuen sich auch die australischen Tennisspieler Pat Cash, Patrick Rafter, Mark Philippoussis, Lleyton Hewitt und The Woodies. Die Woodies, bestehend aus Todd Woodbridge und Mark Woodforde waren das erfolgreichste männliche Doppel der Geschichte; sie gewannen elf Grand Slams und eine olympische Goldmedaille.
Bei den Damen gewann Ashleigh Barty 2019 die French Open in Paris.

## Olympische Winterspiele

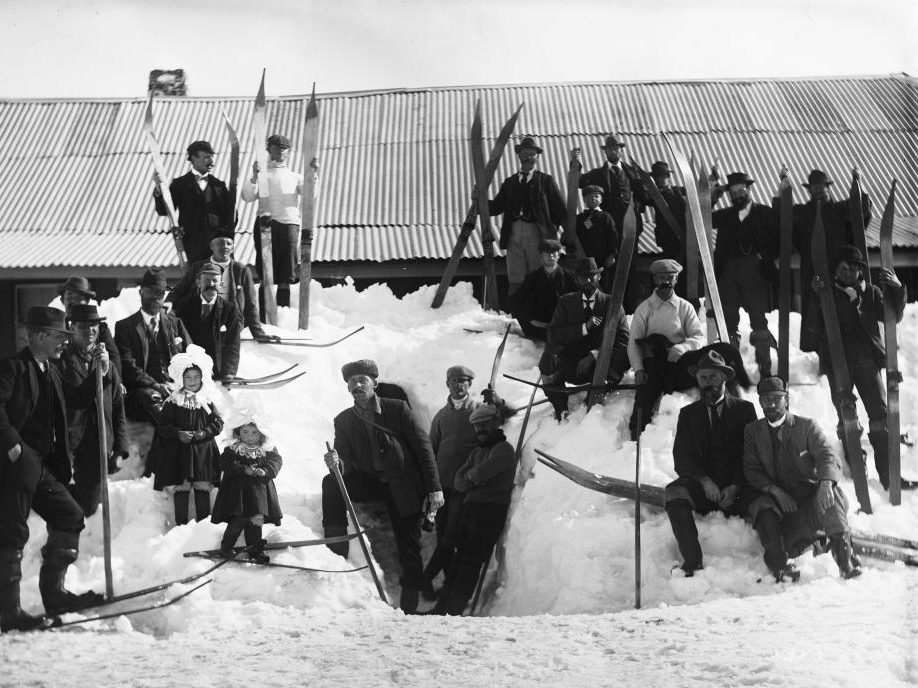
Kiandra Snow Shoe Carnival 1900

In den Australischen Alpen und Teilen von Tasmanien gibt es Schnee und Australien hat in vielen Städten Eissporthallen. Deshalb können die Australier an vielen Wintersportarten teilnehmen, z. B. Ski, Snowboarden, Skilanglauf, Biathlon, Freestyle-Skiing (inklusive Aerial Skiing und Buckelpiste), Eishockey, Curling, Shorttrack und Eiskunstlauf. Australien hat olympische Programme für einige dieser Sportarten. Es gibt keine oder nur geringe Möglichkeiten für Skispringen oder Wettbewerbe wie Bob, Rodeln oder Skeleton in Australien, obwohl die Sportler an Wettbewerben in Übersee teilnehmen.
Australien entsandte 40 Athleten zu den Olympischen Winterspielen 2010 in Vancouver, diese nahmen an 11 Wettbewerben teil. Australien gewann als bisher einziges Land der südlichen Hemisphäre Gold bei Olympischen Winterspielen. Alisa Camplin (Freestyle) und Steven Bradbury (Shorttrack) gewannen als erste australische Sportler je eine Goldmedaille bei den Olympischen Spielen 2002 in Salt Lake City. Nach den Spielen 2010 in Vancouver wurden es 5 Goldmedaillen.

## Olympische Sommerspiele

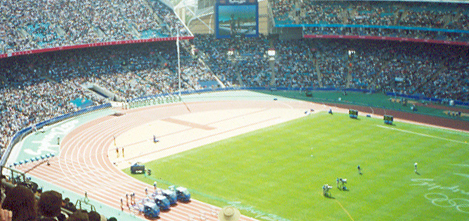
Sydney olympic stadium

Australien war von den ersten Olympischen Spielen 1896 an mit einer Mannschaft (nächst zusammen mit Neuseeland) vertreten. John Astley Cooper hatte bereits 1891 die eigenständige Vertretung der Staaten des Empire gefordert, sodass die Teilnahme an den Olympischen Spielen von Pierre de Coubertin unkompliziert war. Australien gehörte 1912/14 auch zu den ersten Ländern die mit staatlichen Mitteln die Vorbereitung und Entsendung einer qualifizierten Mannschaft förderten. Zweimal wurden Olympische Spiele in Australien ausgetragen, 1956 in Melbourne und 2000 in Sydney. Australien ist eine von drei Nationen, die Athleten zu allen Sommerspielen geschickt haben. Der erfolgreichste australische Athlet bei Olympia – gemessen an den Medaillen – ist Ian Thorpe, der neun Medaillen, davon fünf goldene, erringen konnte. Vier Goldmedaillen gewannen Betty Cuthbert, Murray Rose und Dawn Fraser.
Die meisten Medaillen gewann Australien 2000 in Sydney, insgesamt 58, davon 16 goldene. Da der Gastgeber in allen Sportarten automatisch qualifiziert ist, stellte Australien bei diesen Olympischen Spielen auch das größte Team seiner Geschichte mit 630 Athleten. Die meisten Goldmedaillen (17) gewann Australien wiederum 2004 in Athen.

## Special Olympics
Special Olympics Australien wurde 2003 gegründet und nahm mehrmals an Special Olympics Weltspielen teil. Der Verband hat seine Teilnahme an den Special Olympics World Summer Games 2023 in Berlin angekündigt. Die Delegation wird vor den Spielen im Rahmen des Host Town Programs von Potsdam betreut.

## Commonwealth Games
- British Empire Games 1938 in Sydney
- British Empire and Commonwealth Games 1962 in Perth
- Commonwealth Games 1982 in Brisbane
- Commonwealth Games 2006 in Melbourne

## Universitätssport
Die Universitäten spielen eine wichtige Rolle bei der Verbreitung des Sports in Australien. Es gibt viele Wettbewerbe für Uni-Mannschaften (obwohl es nicht die gleiche Aufmerksamkeit wie in den USA gibt). Bei den Uni-games treten die Mannschaften jährlich in traditionellen Sportarten wie Leichtathletik, touch football, Rugby Union und weniger konventionellen Sportarten wie Ultimate an.

## Weitere Sportarten
Die besten Badmintonspieler Australiens werden in die australische Badmintonnationalmannschaft berufen.